# Isla Jicarita
Die Isla Jicarita (dt. Insel Klein Jicarón) ist eine Insel im Golf von Chiriquí im Pazifischen Ozean, die zu Panama gehört.

## Geographie
Die Isla Jicarita liegt 360 m südlich ihrer deutlich größeren Nachbarinsel Isla Jicarón, nach der sie benannt ist. Diese befindet sich 6,6 km südlich der Isla Coiba, der größten Insel Panamas und Zentralamerikas. Coiba ist im Norden 53 und im Osten 23 km vom Festland entfernt. Jicarita ist etwa 2,6 km lang und 0,8 km breit und hat eine Fläche von knapp über einem Quadratkilometer (Jicarón misst etwa 20 km²). Sie erstreckt sich etwa in Nordnordwest-Südsüdost-Richtung und hat eine kleine Bucht an der Ostseite, etwa auf der Hälfte. Die Insel ist, wie Jicarón mit ihrem Waldschutzgebiet, stark bewaldet, die Küste ist jedoch durchweg felsig/sandig. An der Nordwestküste beginnt die Vegetation teils erst nach 350 m, sonst früher. Auf der Ostseite nördlich der Mitte erstreckt sich ein nicht bewaldeter Landstreifen etwa 440 m ins Meer.

## Nationalpark
Jicarita liegt vollständig im Nationalpark Coiba, dessen Grenze etwas unter drei Kilometer südlich der Insel verläuft. Politisch gehört sie zur Provinz Veraguas und zum Distrikt Montijo. Auf ihr befindet sich ein Leuchtturm, der Faro de Islote Jicarita, der von der Panama Canal Authority betrieben wird. Er ist 15 m hoch und hat eine Reichweite von 20 Seemeilen (ca. 37 km). Jicarita war früher mit Jicarón verbunden, durch Erosion bildete sich jedoch der Kanal zwischen ihnen.
Nach einer Definition bildet die Südspitze der Isla Jicarita bei 7° 12′ 13″ N, 81° 48′ 2″ W den südlichsten Punkt Nordamerikas. Sie reicht etwa 50 Meter weiter südlich als das Festland am Nationalpark Cerro Hoya auf der Halbinsel Azuero, 110 km östlich. Dies stimmt nicht mehr, wenn man die costa-ricanische Kokosinsel oder die kolumbianische Insel Malpelo zu Nordamerika rechnet, die näher an Panama liegt als an Kolumbien. Diese nicht zu beachten scheint vernünftig, denn beide Inseln sind Hochseeinseln und liegen nicht auf der karibischen Platte, sondern auf der Cocosplatte. Zählt man sie jedoch zum Kontinent, ist der Felsen Escuba südlich von Malpelo der südlichste Punkt Nordamerikas. Jicarita wäre dann nur der südlichste Punkt Panamas.